# Aquileo (Laconia)
Aquileo o Puerto de Aquiles (en griego, Ἀχίλλειος) es el nombre de un antiguo puerto griega de Laconia.
El Periplo de Pseudo-Escílax lo cita entre Metone y Psamatunte, dentro de Laconia.
Pausanias lo sitúa cerca del cabo Ténaro y del puerto de Psamatunte, a unos 150 estadios de Teutrone. Dice que en el extremo del cabo Ténaro había un templo en forma de cueva y una estatua de Poseidón ante ella.
Se localiza al oeste del cabo Ténaro, donde se encuentra la población actual de Marmari.